# 天主教卡魯帕諾教區
天主教卡魯帕諾教區（拉丁語：Dioecesis Carupanensis）是委內瑞拉一個羅馬天主教教區，屬庫馬納總教區。
教區成立於2000年4月4日，位於蘇克雷州東部。2006年有教友435,000人（佔轄區總人口98.8%）、二十個堂區、十八名司鐸。現任教區主教為海梅·比利亞羅埃爾·羅德里格斯。